# Resolutie 1049 Veiligheidsraad Verenigde Naties
Resolutie 1049 van de Veiligheidsraad van de Verenigde Naties werd unaniem door de
Veiligheidsraad van de Verenigde Naties aangenomen op 5 maart 1996.

## Achtergrond
Na Burundi's onafhankelijkheid van België in 1962 werd het land een monarchie. In 1966 werd de koning in een staatsgreep vervangen door een president. Toen de voormalige koning in 1972 vermoord werd, brak er een burgeroorlog uit tussen de Tutsi's en de Hutu's in het land. Daarna losten de dictators elkaar met opeenvolgende staatsgrepen af. Begin 1994 kwam de president samen met zijn Rwandese collega om het leven toen hun vliegtuig werd neergeschoten. Daarop brak er in beide landen een burgeroorlog uit tussen Hutu's en Tutsi's, waarbij honderdduizenden omkwamen.

## Inhoud

### Waarnemingen
De Veiligheidsraad waardeerde de inspanningen van de eerste minister van Burundi om de toestand in het
land te kalmeren. De Raad was diep bezorgd om steun die aan bepaalde groepen werd geleverd door verantwoordelijken
voor de Rwandese genocide, het geweld en het aanzetten tot etnische haat door radiozenders.
De onderzoekscommissie naar de genocide had laten weten dat het VN-veiligheidspersoneel dat instond voor haar
bescherming onvoldoende was.

### Handelingen
De Veiligheidsraad veroordeelde het geweld tegen burgers, vluchtelingen en hulppersoneel en de moorden op
overheidsambtenaren. Alle betrokkenen in Burundi moesten zich onthouden van geweld of aanzetten daartoe en het
met geweld of op ongrondwettelijke wijze afzetten van de regering. In de plaats moesten ze ernstig beginnen met
onderhandelingen. De secretaris-generaal werd gevraagd een
VN-radiostation op te richten in Burundi.
Burundi werd herinnerd aan zijn verantwoordelijkheid voor de veiligheid van de onderzoekscommissie. Ook werd de
Organisatie van Afrikaanse Eenheid gevraagd haar waarnemingsmissie in Burundi uit te breiden.
De Secretaris-Generaal werd gevraagd een regionale conferentie voor vrede, veiligheid en ontwikkeling te
organiseren in het Grote Merengebied. Ten slotte werd hem gevraagd de Raad op de hoogte te houden, te
rapporteren indien de situatie sterk achteruit zou gaan en tegen 1 mei te rapporteren over de uitvoering van deze
resolutie.

## Verwante resoluties
- Resolutie 1012 Veiligheidsraad Verenigde Naties (1995)
- Resolutie 1040 Veiligheidsraad Verenigde Naties
- Resolutie 1072 Veiligheidsraad Verenigde Naties
- Resolutie 1286 Veiligheidsraad Verenigde Naties (2000)

Lijst ·  1036 ·  1037 ·  1038 ·  1039 ·  1040 ·  1041 ·  1042 ·  1043 ·  1044 ·  1045 ·  1046 ·  1047 ·  1048 ·  1049 ·  1050 ·  1051 ·  1052 ·  1053 ·  1054 ·  1055 ·  1056 ·  1057 ·  1058 ·  1059 ·  1060 ·  1061 ·  1062 ·  1063 ·  1064 ·  1065 ·  1066 ·  1067 ·  1068 ·  1069 ·  1070 ·  1071 ·  1072 ·  1073 ·  1074 ·  1075 ·  1076 ·  1077 ·  1078 ·  1079 ·  1080 ·  1081 ·  1082 ·  1083 ·  1084 ·  1085 ·  1086 ·  1087 ·  1088 ·  1089 ·  1090 ·  1091 ·  1092